# トニー・ブライズ
アンソニー・"トニー"・ウィリアム・ブライズ（Anthony "Tony" William Brise, 1952年3月28日 - 1975年11月29日）は、イギリスのF1ドライバーである。ケント州ダートフォード生まれ。

## 来歴・人物
父親がレーシングドライバーだった影響で、10歳の時にカートレースを始める。1971年にフォーミュラ・フォードのチャンピオンを獲得。翌1972年はF3に昇格し、1973年のイギリスF3選手権Lombard・JPS両シリーズのチャンピオンとなり、1974年からフォーミュラ・アトランティックに転向する。
1975年スペインGPで、F2レースに出場するジャック・ラフィットの代理としてウィリアムズからF1デビューし、7位で完走する。その後ベルギーGPからグラハム・ヒル率いるエンバシー・ヒルに加入。スウェーデンGPで6位入賞したのを始め、予選10位以内に4度入る活躍を見せる。
シーズン終了後の11月29日、フランスのポール・リカール・サーキットで行われた1976年用のマシン、ヒル・GH2のテストを終えた帰途、乗っていた小型飛行機がロンドン郊外のアークレー・ゴルフコースに墜落。ヒル、4人のチームスタッフと共に死亡した。23歳没。

## F1での成績
(key)
| 年   | エントラント     | シャシー | 1   | 2   | 3   | 4     | 5   | 6       | 7     | 8     | 9     | 10     | 11      | 12     | 13      | 14      | WDC  | Points |
| ---- | ---------------- | -------- | --- | --- | --- | ----- | --- | ------- | ----- | ----- | ----- | ------ | ------- | ------ | ------- | ------- | ---- | ------ |
| 1975 | ウィリアムズ     | FW03     | ARG | BRA | RSA | ESP 7 | MON |         |       |       |       |        |         |        |         |         | 19位 | 1      |
| 1975 | エンバシー・ヒル | GH1      |     |     |     |       |     | BEL Ret | SWE 6 | NED 7 | FRA 7 | GBR 15 | GER Ret | AUT 15 | ITA Ret | USA Ret | 19位 | 1      |